# Scelophysa pickeri
Scelophysa pickeri är en skalbaggsart som beskrevs av Dombrow 2006. Scelophysa pickeri ingår i släktet Scelophysa och familjen Melolonthidae. Inga underarter finns listade i Catalogue of Life.